# 狭叶海桐
狭叶海桐（学名：Pittosporum glabratum var. neriifolium）为海桐花科海桐花属下的一个变种。

## 扩展阅读
- 維基物種上的相關：狭叶海桐